# Karl Becker (Landtagsdirektor)
Karl Becker (* 17. Juni 1927 in Wiesbaden; † 28. Januar 1984) war ein deutscher Bibliothekar und hessischer Landtagsdirektor.

## Leben
Becker besuchte von 1933 bis 1937 die Volksschule und danach bis 1944 das Gymnasium. Die beiden folgenden Jahre leistete er Arbeits- und Kriegsdienst und war in Kriegsgefangenschaft. Ab 1946 besuchte er weiter das Gymnasium und legte 1947 sein Abitur ab. Von 1947 bis 1949 machte er eine Ausbildung für den gehobenen Bibliothekardienst und legte am 29. September 1949 seine Diplomprüfung ab. Dann arbeitete er von 1947 bis 1960 als Bibliothekar beim Hessischen Landtag, zunächst im Angestelltenverhältnis, dann als Beamter. Am 1. Februar 1960 wurde er zum Leiter des Parlamentarischen Büros ernannt. Zwischen dem 1. April 1967 und dem 31. Juli 1968 war er als Oberregierungsrat mit der Wahrnehmung der Geschäfte des Direktors des Landtagsdirektors beauftragt. Am 31. März 1981 trat er in den Ruhestand.